# Chris Logan
Chris Logan (Los Angeles, 16 agosto 1965) è un cantante e compositore statunitense noto prevalentemente per essere stato membro del Michael Schenker Group.

## Biografia
inizia la sua attività musicale nel 1991, quando si unisce alla band Chokehold, con la quale incide due album, prima di abbandonarla nel 1995.
Nel 2000 entra nel Michael Schenker Group, gruppo con il quale incide tre album: Be Aware of Scorpions, Arachnophobiac e Tales of Rock'n'Roll. Nel 2009 si unisce ai The Handshake Murders, che però si sciolgono due anni dopo; da allora è inattivo nel campo musicale.

## Discografia

### Solista
- 2004 - Imaginary Heroes
- 2005 - Two Wrongs Make a Right

### Con il Michael Schenker Group
- 2021 - Immortal
- 2022 - Universal

### Con i Chokehold
- 1991 - More than Ever
- 1994 - Instilled